# Histoire de la pratique féminine du football en France
Histoire de la pratique féminine du football en France  présente une chronologie de la pratique du football par les femmes en France de ses débuts à l'année 1970, qui voit le football de nouveau reconnu par la Fédération française de football après plusieurs décennies d'éclipse.

## Les prémices et l'âge d'or
La première trace écrite de la pratique féminine remonte à 1910 à l’école supérieure pour jeunes filles de Pont-à-Mousson (Meurthe-et-Moselle). 

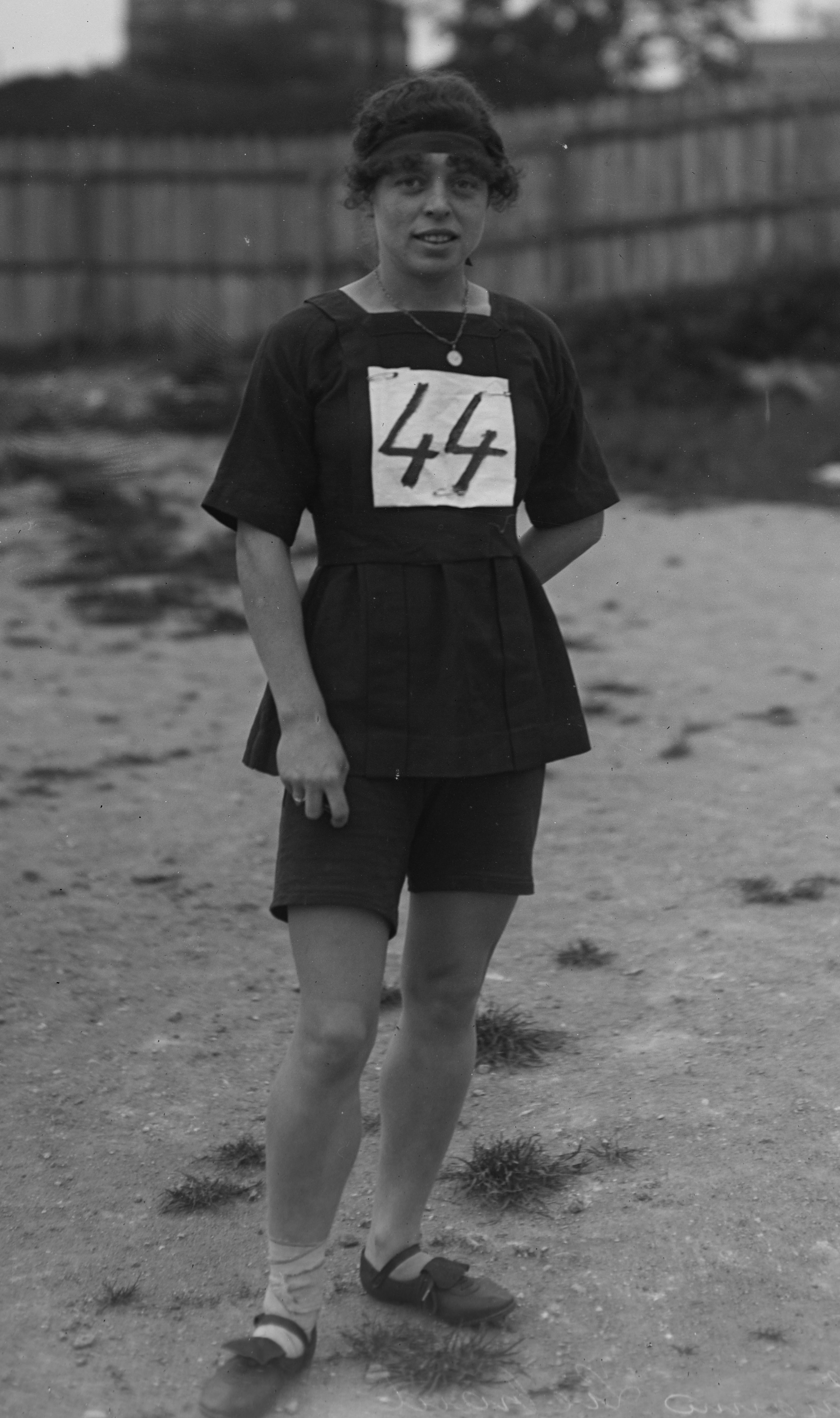
Suzanne Liébrard en 1920.

Son vrai décollage a lieu pendant la Première Guerre mondiale, où les femmes remplacent les hommes au travail mais s'adonnent également au sport. Le premier match de football est disputé le 30 septembre 1917 et oppose deux équipes du Fémina Sport, l'une étant conduite par Thérèse Brulé et l'autre par Suzanne Liébrard. Succès faisant, les femmes jouèrent en lever de rideau de la rencontre France-Belgique le 28 avril 1918. Fondée le 18 janvier 1919, la Fédération des sociétés féminines sportives de France organise à partir de cette année-là un premier championnat de France féminin de football jusqu'en 1932. 
Durant les années 1920, des figures influentes cherchent à déconsidérer le sport féminin. Ainsi, le fondateur du quotidien L'Auto Henri Desgrange affirme en 1925 « Que les jeunes filles fassent du sport entre elles, dans un terrain rigoureusement clos, inaccessible au public, oui, d'accord. Mais qu'elles se donnent en spectacle, à certains jours de fête, où sera conviés le public, qu"elles osent même courir après un ballon dans une prairie qui n'est pas entourée de murs épais, voilà qui est intolérable. » De même, Pierre de Coubertin déclare en 1928, « S'il y a des femmes qui veulent jouer au football, libres à elles. Pourvu que cela se passe sans spectateur, car les spectateurs qui se groupent autour de telles compétitions n'y viennent point pour voir du sport. »
À l'instar d'autres activités comme le rugby ou les sports de combat, la pratique féminine du football est interdite par le régime de Vichy le 27 mars 1941.

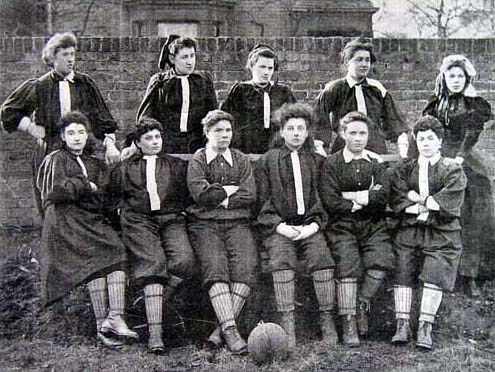
Le British Ladies' Football Club (The North team), en 1895. Debout : Lily Lynn, Nettie Honeyball, Williams, Edwards, Ide. Assises : Compton, F. B. Fenn, Nellie Gilbert, P. Smith, Rosa Thiere, Biggs.

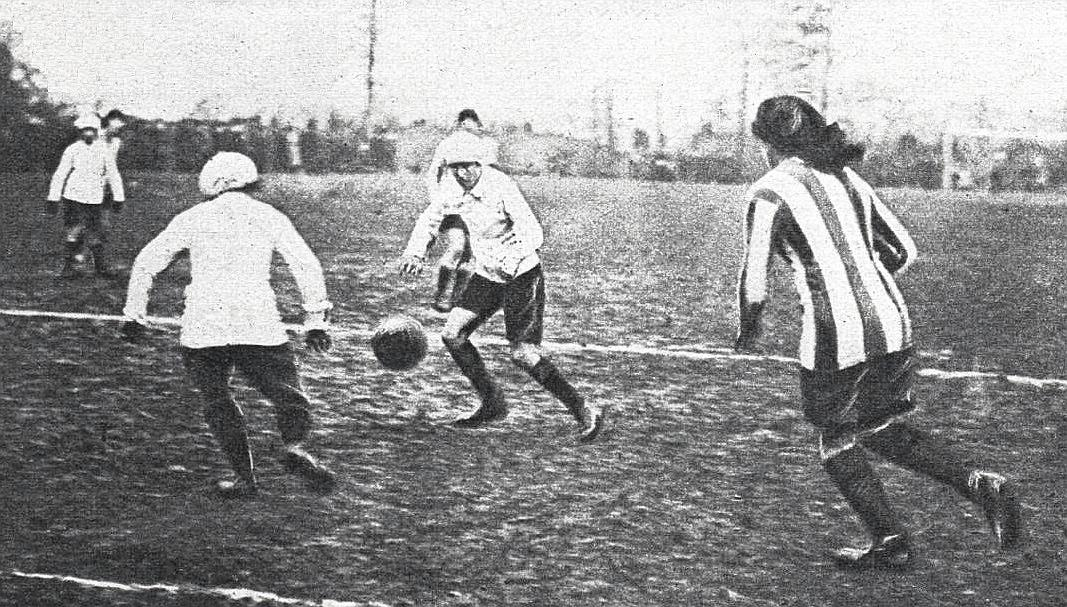
Melle Laloz (de face, en clair pour "l'En Avant"), et une joueuse du Fémina Sport (à D., rayée verticalement), en décembre 1920.

- 9 mai 1881 : première rencontre internationale entre l'Angleterre et l'Écosse, à Easter Road, Édimbourg. La même année, de nombreux matchs féminins s'attirent les critiques de la presse[3].

- 23 mars 1895 : Sous la houlette de Nettie Honeyball, un match de prestige opposant Londres du Nord et Londres de Sud est organisé à Crouch End, Londres. Les Nordistes s'imposent 7-0 (ou 7-1 selon les sources).

- 30 septembre 1917 : Premier match de football féminin disputé en France. Ce match met aux prises deux équipes du Fémina Sport (club omnisports féminin fondé à Paris en 1912).

- 25 décembre 1917 : Premier match de la formation anglaise Dick, Kerr's Ladies Football Club (club fondé en 1915). 10 000 spectateurs assistent à ce match au profit des soldats.

- 18 janvier 1918 : Fondation de la Fédération des sociétés féminines sportives de France (FSFSF).
- 21 avril 1918 : Deux équipes féminines du Fémina Sport s'opposent pour la première fois en France en lever de rideau d'un match officiel international (opposant la France à la Belgique).

- 1918 à 1922 : Le Fémina Sport dispute une série de matchs dans toute la France pour faire la promotion du football féminin. De nombreux clubs sont fondés à la suite de ces rencontres.

- 13 avril 1919 : Finale retour de la première édition du Championnat de France organisé par la FSFSF; c'est une première mondiale. Le fameux Fémina Sport enlève ce premier titre en s'imposant en finale face à l'En Avant (club omnisports féminin fondé à Paris en 1912)[4].

- 29 avril 1920 : Premier match international entre une formation anglaise de Preston, les Dick-Kerr's Ladies, et une sélection des meilleures joueuses françaises. La partie déplace plus de 25 000 spectateurs à Manchester. La France gagne 0-2 et boucle cette première tournée anglaise avec deux victoires, un nul et une défaite.

- octobre 1920 : 12 000 spectateurs assistent au stade Pershing de Paris[5] au match retour du précédent. Un match nul 1-1 sanctionne cette partie. Les Anglaises disputent dans la foulée trois matchs en province (Roubaix, Le Havre, Rouen) face à des sélections locales.

- 1921 : 150 équipes féminines sont recensées en Angleterre.

- 1921 : Tournée triomphale en Angleterre des Dick-Kerr's Ladies avec un record d'affluence de 53 000 spectateurs à Goodison Park (Everton, Liverpool).

- 1920/1921 : En France, 18 équipes parisiennes participent au Championnat. De plus, les championnes de Paris affrontent en play-offs pour la première fois des formations de province pour l'attribution du titre de championnes de France.

- 17 avril 1921 : En finale du premier championnat de France ouvert aux clubs de province, l'En Avant (Paris) s'impose 3-0 face aux Sportives de Reims (club fondé le 28 janvier 1921).

- mai 1921 : Nouvelle tournée anglaise pour l'équipe de France. Les Bleues s'imposent lors de leur premier match (1-5), puis encaissent trois courtes défaites.

- octobre 1921 : L'équipe d'Angleterre se déplace en France (Paris, Le Havre), mais en deux rencontres face à l'équipe de France aucun but n'est inscrit.

## L'interdiction du football féminin
- 5 décembre 1921 : la Football Association interdit le football féminin. Cet interdit anglais sera levé en juillet 1971.

- 10 décembre 1921 : en réaction à l'interdit de la FA, fondation de la Ladies Football Association, forte de 60 clubs.

- avril 1922 : tournée sans défaite pour l'équipe de France en Angleterre. Victorieuses à Plymouth (1-2), les Bleues concèdent des nuls sans but à Exeter et Falmouth.

- 1925 : le foot féminin est en crise en France « Le jeu ne vaut rien », Gabriel Hanot. Les grandes foules de l'immédiat après-guerre ont fondu. Henri Desgrange (L'Auto) est plus radical encore : « Que les jeunes filles fassent du sport entre elles, dans un terrain rigoureusement clos, inaccessible au public : oui d'accord. Mais qu'elles se donnent en spectacle, à certains jours de fêtes, où sera convié le public, qu'elles osent même courir après un ballon dans une prairie qui n'est pas entourée de murs épais, voilà qui est intolérable ! ».

- 1926 : décès d'une joueuse, Miss C.V. Richards, en plein match. Cet incident est surexploité par les opposants du football féminin. Pour eux, les femmes ne doivent pas être footballeuses.

- 1927 : autre angle d'attaque des opposants au football féminin : le professionnalisme ! Les meilleures joueuses sont en effet sujettes à transferts et touchent des primes financières...

- 1932 : le football féminin meurt à petit feu en France. La 15e et dernière édition du championnat de France organisée sous l'égide de la FSFSF sacre en 1932 l'incontournable Fémina Sport.

- 3 avril 1932 : dernier match de l'équipe de France de la FSFSF. C'est un match nul sans but face à la Belgique à Bruxelles.

- mars 1933 : première trace de football féminin en Italie (Milan), le « Gruppo Femminile Calcistico de Milan »[6],[7].

- avril 1933 : le football est officiellement radié des sports soutenus par la FSFSF.

- 3 novembre 1933 : la Fédération d'Italie empêche la continuation de matchs de foot féminin en Italie[8].

- 26 novembre 1933 : la Ligue de Paris organise un championnat de Paris féminin comprenant dix clubs. Le premier match de ce championnat se tient le 26 novembre 1933. Fémina sport enlève le titre en 1934 ; Dunlop Sports, finaliste malheureux en 1934, est champion 1935 en écartant en finale le Fémina. Actif à Paris, mais en nette perte de vitesse, l'activité en province du football féminin est quasi nulle depuis la radiation de 1933.

- 28 avril 1934 : la Fédération Française de Football Association possède une équipe nationale qui affronte ce 28 avril 1934 l'équipe féminine de Belgique à Saint-Ouen.

- 1937 : dernière édition du championnat de Paris organisé depuis 1933 par la Ligue de Paris. Victime d'attaques permanentes de la part des autorités sportives et politiques qui font campagne contre la pratique du football féminin, le foyer parisien s'éteint en 1937.

- 27 mars 1941 : le Gouvernement de Vichy « interdit vigoureusement » la pratique du football féminin. La liste des sports interdits aux femmes est publiée le 27 mars 1941.

## Une renaissance difficile
Si une pratique récréative a pu subsister après-guerre, la première initiative organisée remonte à juillet 1968 quand un journaliste de L'Union lance un appel pour organiser un match féminin lors de la kermesse annuelle. Quinze femmes répondent à cet appel. « À Reims, Humbécourt, Gerstheim, mais aussi dans la banlieue lyonnaise, se développent ainsi des matches féminins en levers de rideau des rencontres masculines, afin de divertir les hommes dans les tribunes. » Mais à Reims, les joueuses s'organisent pour pérenniser leur pratique au sein du FCF de Reims, qui deviendra la section féminine du Stade de Reims. En tant que pionnières, les footballeuses rémoises se lancent alors dans la promotion du football féminin. Pendant cinq ans, elles enchaînent des tournées internationales, jouant même devant 60 000 spectateurs indonésiens à Bandung. Dans le sillage de Reims, d'autres sections se créent, notamment en Champagne-Ardenne, dans le Bas-Rhin, en Charente, dans les banlieues lyonnaise et parisienne, ce qui conduit la Fédération française de football à reconnaître officiellement la pratique le 23 mars 1970 et une cinquantaine d"équipes au cours de l'année.
- 1947 : Tentative de relance du football féminin en Alsace (échec)  .

- 1947 : 17 clubs de football féminin sont actifs en Angleterre.

- 1947-1951 : Plusieurs matchs de charité France-Angleterre. Les premières rencontres ont lieu les 23, 25 et 26 juin 1947.

- 1951 : 26 clubs de football féminin sont actifs en Angleterre.

- 1955 : Fondation d'une éphémère fédération féminine en Italie (AICF).

- 1955 : Fondation d'une fédération féminine aux Pays-Bas.

- 1955 : La Fédération d'Allemagne de football refuse de partager « ses » terrains avec les filles... Interdiction de fait du football féminin en Allemagne de l’Ouest.

- 1956 : Le football féminin n'a jamais été interdit en RDA. Malgré l'interdit en RFA, les Allemandes continuent à jouer et 18 000 spectateurs se déplacent à Essen (RFA) pour assister au premier match RFA-Pays-Bas (2-1), évidemment non officiel.

- 1965 : Cinquantième anniversaire des Dick-Kerr's Ladies. 858 matchs ont été disputés par cette formation au cours de ce demi-siècle.

- 1966 : 32 équipes tchèques prennent part au tournoi national tchèque organisé par le magazine « Mlady Svet ».

- 1966 : Relance du football féminin en Italie. Ce renouveau fait suite à la décision de la Milanaise Valeria Rocchi de mettre sur pied une équipe féminine de football afin de récolter des fonds pour des œuvres humanitaires en Inde.

- 1967 : 46 équipes tchèques prennent part à la deuxième édition du tournoi national organisé par le magazine « Mlady Svet ». Dès cette année 1967, le Slavia Prague dispute des matchs en Italie.

- 1968 : 64 équipes tchèques prennent part à la troisième édition du tournoi national organisé par le magazine « Mlady Svet ». Le football féminin s'implante en Tchécoslovaquie avec la création d'une fédération de football féminin, indépendante de la fédération tchèque, forte de 91 clubs à ses débuts.

- 23 février 1968 : L'Italie bat la Tchécoslovaquie, 2-1.

- 1968 : Fondation du championnat national italien FICF.

- 14 et 15 juin 1969 : Tournoi international entre le FCF Reims, une sélection alsacienne, une équipe anglaise (Herne Bay LFC) et le Slavia Pramen Kablice, champion de Bohême-du-Sud. Les Tchèques s'imposent en finale face au FCF Reims.

- 1969 : Première édition de la Coupe d'Europe avec quatre pays : Angleterre, Danemark, France et Italie. L'Italie est sacrée championne.

- Novembre 1969 : Un article du journal sportif français Miroir Sprint appelle à la création d'une Fédération française de football féminin. Les anglaises suivent cette voie en fondant la Women's Football Association qui regroupe 44 clubs.

- Décembre 1969 : La Football Association anglaise reconnaît le football féminin. 54 clubs sont recensés en Angleterre.

- 1969 : Le Slavia Prague est l'équipe de l'année. Sur 59 matchs joués, aucune défaite et 401 buts marqués pour seulement 11 encaissés !

- 30 octobre 1970 : Réhabilitation officielle du football féminin en Allemagne de l'Ouest.
- 1971 : La Fédération anglaise de football lève son interdiction de voir des femmes jouer sur les terrains de ses membres.
- 1970 : Première édition de la Coupe du monde féminine de football (non reconnue par la FIFA). Le Danemark bat l'Italie en finale, 2-0 le 15 juillet.
- 1981 : Création hors aval de la FIFA du Mundialito féminin.
- 2008 : Après une semaine de célébrations de la vie de Lily Parr, la Fédération anglaise de football présente ses excuses pour avoir banni les femmes du football de 1921 à 1971[10].

## Percée enFrance
- 10 novembre 1967 : Martine Giron (21 ans) est la première femme certifiée arbitre officiel. C'est la Ligue de Paris qui montre ici la voie.

- 1967 : Relance du football féminin en Alsace.

- 1967 : Création d'une équipe féminine de football au sein de la VGA Saint-Maur.

- 1er mai 1968 : Relance du football féminin à Caluire, banlieue de Lyon, avec l'organisation d'un match de football féminin. Une équipe prend corps dans la foulée de ce match de démonstration.

- Juin 1968 : Le CSC Vieux Nice forme une équipe féminine de football qui se contente de s'entraîner pendant deux étés.

- 30 août 1968 : Renouveau du football féminin français avec un match disputé en lever de rideau d'un match amical professionnel Stade de Reims-US Valenciennes. Cette partie historique faisait suite à un article de Pierre Geoffroy, jeune journaliste du quotidien L'Union de Reims[11].

- 1968 : Les filles du FCF Reims, puis du Stade de Reims engagent le combat en France pour la reconnaissance du football féminin. Enchaînant entre 1968 et 1973 les tournées aux États-Unis, Mexique, Canada, Indonésie et Haïti, notamment, les Rémoises constituent la meilleure formation de l'Hexagone. 60 000 spectateurs sont enregistrés à Bandung (Indonésie) à l'occasion d'un match des filles de Reims.

- Octobre 1968 : Création d'une équipe féminine de football au sein du RC Joinville.

- 1968 : Début de la pratique du football féminin dans le Centre-Ouest, notamment à Soyaux.

- 23 mars 1969-29 septembre 1969 : Première saison du championnat de Champagne-Ardenne de football féminin. Treize clubs y participent. C'est alors la seule compétition de football en France. Le FCF Reims remporte le titre en battant Marnaval en finale au Stade Auguste-Delaune.

- 1969-1970 : La Ligue d'Alsace organise le premier championnat d'Alsace de football féminin. Neuf clubs y prennent part et le FCF Schwindratzheim remporte le titre en écartant Notre-Dame de Strasbourg en finale.

- 1er octobre 1969 : Création d'une équipe féminine de football au sein de la Fidésienne SA, club de Sainte-Foy-lès-Lyon.

- 16 novembre 1969 : Match de démonstration au Stade Jean Bouin entre le FCF Reims et une sélection du Nord.

- 1970 : En début d'année 1970, on recense 21 clubs ou sections féminines de football en Champagne-Ardenne.

- Janvier 1970 : Le FCF Reims est intégré au Stade de Reims.

- 7 mars 1970 : Réunion au siège de la FFF entre les autorités du football français et les représentants d'une cinquantaine de clubs de football féminin en vue de préparer la reconnaissance du football féminin faite quelques jours plus tard.

- 29 mars 1970 : La FFF reconnaît le football féminin tombé en désuétude en France depuis les années 1930. Une cinquantaine de clubs féminins sont recensés dont 21 pour la Ligue du Nord-Est et 12 dans le Bas-Rhin.

- 1970 : À la fin de la saison 1969-1970, on recense 21 clubs féminins de football en Centre-Ouest.